# SOD Create
SOD Create (jap. SODクリエイト SOD Kurieito) – główny japoński producent filmów dla dorosłych. Odpowiada za planowanie i produkcję dla grupy Soft On Demand (SOD).
SOD Create składa się z wykwalifikowanych reżyserów i producentów specjalizujących się w planowaniu i produkcji.

## Historia
Przed założeniem SOD Create w 1999 roku grupa Soft On Demand była zaangażowana we wszystkie aspekty planowania, produkcji i sprzedaży wideo. Po powstaniu SOD Create przejęło planowanie i produkcję.
W wydaniu Monthly FANZA z lipca 2022 roku podkreślono kulturę korporacyjną firmy, mówiąc, że firma ma „skład aktorek, który nie ma sobie równych, ale ma również zdolność planowania, aby przynieść światu unikalne, jedyne w swoim rodzaju produkcje”.